# Parafia Matki Bożej w Dubaju
Parafia Matki Bożej w Dubaju – rzymskokatolicka parafia znajdująca się w wikariacie apostolskim Arabii Południowej w Zjednoczonych Emiratach Arabskich. W parafii służy 10 kapłanów. Oprócz rytu rzymskiego msze sprawowane są rycie syromalankarskim. Nabożeństwa i duszpasterstwo prowadzone są w wielu językach, w tym w języku polskim.
Większość parafian to obcokrajowcy pracujący w Dubaju. Pochodzą oni głównie z Filipin i Indii. Kościół parafialny może pomieścić 1700 osób. Plac przykościelny jest wyposażony w telebimy i odpowiednie nagłośnienie, dzięki czemu w liturgii może uczestniczyć blisko 20 000 ludzi, jednak nie jest to w stanie sprostać liczbie wiernych. Dlatego msze święte niedzielne prócz niedziel odprawiane są również w soboty, piątki i w czwartki.
Parafia prowadzi również szkoły.

## Historia
Kapłani katoliccy na stałe obecni są w Dubaju od 1965. Kościół Matki Bożej w Dubaju powstał w 1967 na działce przekazanej Kościołowi przez emira Dubaju Rashida bin Saeeda Al Maktouma. 7 kwietnia 1967 konsekrował go wikariusz apostolski Arabii bp Irzio Luigi Magliacani OFMCap. Został on zburzony w 1988. W tym samym miejscu powstał nowy kościół, którego użytkowanie rozpoczęto 3 listopada 1989. Poświęcił go prefekt Kongregacji ds. Ewangelizacji Narodów kard. Jozef Tomko.